# 2007 en handball
| Années du handball : 2004 - 2005 - 2006 - 2007 - 2008 - 2009 - 2010    |
| Décennies du handball : 1970 - 1980 - 1990 - 2000 - 2010 - 2020 - 2030 |

Cet article présente les faits marquants de l'année 2007 en handball.

## Par mois
- 4 février : l'Allemagne remporte à domicile le titre de champion du monde masculin en s'imposant 29-24 en finale face à la Pologne.
- 11 mars : l'Handball Metz Moselle Lorraine remporte la Coupe de la Ligue féminine de handball contre le Cercle Dijon Bourgogne
- 6 mai : le Paris Handball remporte la Coupe de France de handball devant Aix-en-Provence, pensionnaire de D2.
- 9 mai : l'Handball Metz Moselle Lorraine remporte le Championnat de France féminin après une saison très disputée en s'imposant contre US Mios-Biganos sur un score de 31 à 23.
- 2 juin : l'US Ivry remporte le championnat de France masculin aux dépens du Montpellier Handball, champion toutes les autres saisons entre 2002 et 2012.
- 16 décembre : la Russie conserve son titre de champion du monde féminin en s'imposant 29-24 en finale face à la Norvège.

## Par compétitions

### Championnat du monde masculin
La 20e édition du Championnat du monde masculin a lieu en Allemagne du 19 janvier au 4 février 2007. 
| \| \| Allemagne \| \| \| Médaille d'or, monde \| \| Pologne \| \| \| Médaille d'argent, monde \| Danemark \| \| Médaille d'argent, monde \| Médaille de bronze, monde \| | Statistique et récompenses - Meilleur joueur : Ivano Balić Croatie - Meilleur buteur : Guðjón Valur Sigurðsson, Islande, 66 buts - Gardien de but : Henning Fritz, Allemagne - Ailier gauche : Édouard Kokcharov, Russie - Arrière gauche: Nikola Karabatic, France - Demi-centre : Michael Kraus, Allemagne - Pivot : Michael Knudsen, Danemark - Arrière droit : Marcin Lijewski, Pologne - Ailier droit : Mariusz Jurasik, Pologne |
| | Allemagne |
| | Médaille d'or, monde |
| Pologne | |
| Médaille d'argent, monde | Danemark |
| Médaille d'argent, monde | Médaille de bronze, monde |

### Championnat du monde féminin
La 18e édition du Championnat du monde féminin a lieu en France du 2 au 16 décembre 2007.
| \| \| Russie \| \| \| Médaille d'or, monde \| \| Norvège \| \| \| Médaille d'argent, monde \| Allemagne \| \| Médaille d'argent, monde \| Médaille de bronze, monde \| | Statistique et récompenses - Meilleure joueuse : Katja Nyberg, Norvège - Meilleure marqueuse : Grit Jurack, Allemagne, 85 buts - Gardienne de but : Valérie Nicolas, France - Ailière gauche : Polina Vyakhireva, Russie - Arrière gauche : Gro Hammerseng, Norvège - Demi-centre : Anita Görbicz, Hongrie - Pivot : Ionela Stanca-Gâlcă, Roumanie - Arrière droite : Grit Jurack, Allemagne - Ailière droite : Iana Ouskova, Russie |
| | Russie |
| | Médaille d'or, monde |
| Norvège | |
| Médaille d'argent, monde | Allemagne |
| Médaille d'argent, monde | Médaille de bronze, monde |

## Meilleurs handballeurs de l'année 2007
En 7 août 2008, les résultats de l'élection des meilleurs handballeurs de l'année 2007 ont été dévoilés par l'IHF. Les lecteurs du magazine de l'IHF et les visiteurs du site internet de la fédération internationale ont ainsi couronné Gro Hammerseng et Nikola Karabatic,.
Chez les femmes, la Norvégienne Gro Hammerseng, notamment finaliste du championnat du monde 2007, succède à l'Allemande Nadine Krause. La joueuse du club danois d'Ikast-Bording EH devance la hongroise Anita Görbicz et l'Allemande Grit Jurack.
Chez les hommes, Nikola Karabatic est, à 24 ans, le quatrième Français élu meilleur joueur du monde après Jackson Richardson (1995), Stéphane Stoecklin (1997) et Bertrand Gille (2002). Le demi-centre Français a remporté notamment avec son club Allemand du THW Kiel la Ligue des champions, compétition dont il a terminé meilleur buteur de la compétition avec 89 buts marqués dont 17 en finale, et a atteint les demi-finales du championnat du monde 2007, compétition dont il a été élu meilleur arrière gauche. Avec 45,80% des suffrages, il devance nettement le pivot danois Michael Knudsen, 3e du mondial et finaliste de la Ligue des champions avec le SG Flensburg-Handewitt, et le demi-centre Allemand champion du monde, Michael Kraus.
| Rang | Joueuse             | Nationalité  | Club(s)                      | Poste            | %      |
| ---- | ------------------- | ------------ | ---------------------------- | ---------------- | ------ |
| 1    | Gro Hammerseng      | Norvège      | Ikast-Bording EH             | Demi-centre      | 35,90% |
| 2    | Anita Görbicz       | Hongrie      | Győri ETO KC                 | Demi-centre      | 25,30% |
| 3    | Grit Jurack         | Allemagne    | Viborg HK                    | Arrière droite   | 17,00% |
| 4    | Marcelina Kiala     | Angola       | Atlético Petróleos de Luanda | Arrière gauche   | 9,20%  |
| 5    | Valérie Nicolas     | France       | Viborg HK, Ikast-Bording EH  | Gardienne de but | 6,10%  |
| 6    | Ionela Stanca-Gâlcă | Roumanie     | CS Oltchim Râmnicu Vâlcea    | Pivot            | 3,40%  |
| 7    | Oh Seong-ok         | Corée du Sud | Hypo Niederösterreich        | Demi-centre      | 1,10%  |
| 8    | Polina Viakhireva   | Russie       | Zvezda Zvenigorod            | Ailière gauche   | 0,90%  |
| 9    | Iana Ouskova        | Russie       | Rostov-Don                   | Ailière droite   | 0,70%  |
| 10   | Autres joueuses     | -            | -                            | -                | 0,40%  |

| Rang | Joueur            | Nationalité | Club(s)                         | Poste                | Votes  |
| ---- | ----------------- | ----------- | ------------------------------- | -------------------- | ------ |
| 1    | Nikola Karabatic  | France      | THW Kiel                        | Demi-centre          | 45,80% |
| 2    | Michael Knudsen   | Danemark    | SG Flensburg-Handewitt          | Pivot                | 11,20% |
| 3    | Michael Kraus     | Allemagne   | Frisch Auf Göppingen, TBV Lemgo | Demi-centre          | 10,50% |
| 4    | Henning Fritz     | Allemagne   | THW Kiel, Rhein-Neckar Löwen    | Gardien de but       | 8,40%  |
| 5    | Mariusz Jurasik   | Pologne     | Rhein-Neckar Löwen              | Ailier/arrière droit | 7,50%  |
| 6    | Édouard Kokcharov | Russie      | RK Celje                        | Ailier gauche        | 6,80%  |
| 7    | Marcin Lijewski   | Pologne     | SG Flensburg-Handewitt          | Arrière droit        | 5,70%  |
| 8    | Autres joueurs    | -           | -                               | -                    | 4,10%  |

## Bilan de la saison 2006-2007 en club

### Coupes d'Europe (clubs)
| Compétition         | Vainqueur      | Finaliste              | Score |
| ------------------- | -------------- | ---------------------- | ----- |
| Ligue des champions | THW Kiel       | SG Flensburg-Handewitt | 57-55 |
| Coupe des coupes    | HSV Hambourg*  | CB Ademar León         | 61-61 |
| Coupe de l'EHF      | SC Magdebourg  | BM Aragon              | 61-58 |
| Coupe Challenge     | CS UCM Reșița* | Drammen HK             | 62-62 |

| Compétition         | Vainqueur                 | Finaliste                 | Score |
| ------------------- | ------------------------- | ------------------------- | ----- |
| Ligue des champions | Slagelse DT               | HC Lada Togliatti         | 61-53 |
| Coupe des coupes    | CS Oltchim Râmnicu Vâlcea | Byåsen HB Elite Trondheim | 59-53 |
| Coupe de l'EHF      | Zvezda Zvenigorod         | Ikast-Bording EH          | 62-57 |
| Coupe Challenge     | HC Naisa Niš*             | Univ. Jolidon Cluj Napoca | 53-53 |

* Hambourg, Reșița, et Niš sont vainqueurs selon la règle du nombre de buts marqués à l'extérieur.

### Championnats européens
| Pays         | Champion                    |
| ------------ | --------------------------- |
| Allemagne    | 1. FC Nuremberg             |
| Autriche     | Hypo Niederösterreich       |
| Belgique     | Fémina Visé Handball        |
| Croatie      | Podravka Koprivnica         |
| Danemark     | Slagelse DT                 |
| Espagne      | Cementos La Unión Ribarroja |
| France       | HB Metz Moselle Lorraine    |
| Grèce        | Ormi Patras                 |
| Hongrie      | FTC Budapest                |
| Islande      | UMF Stjarnan Garðabær       |
| Italie       | HC Sassari                  |
| Monténégro   | Budućnost Podgorica         |
| Norvège      | Larvik HK                   |
| Pologne      | MKS Lublin                  |
| Portugal     | Madeira Andebol SAD         |
| Rép. tchèque | DHC Slavia Prague           |
| Roumanie     | Otlchim Râmnicu Vâlcea      |
| Russie       | Zvezda Zvenigorod           |
| Serbie       | Miloš Aranđelovac           |
| Slovénie     | RK Krim                     |
| Suède        | IK Sävehof                  |
| Suisse       | LC Brühl Saint-Gall         |
| Ukraine      | HC Motor Zaporijjia         |

| Pays         | Champion                 |
| ------------ | ------------------------ |
| Allemagne    | THW Kiel                 |
| Autriche     | Bregenz Handball         |
| Belgique     | KV Sasja HC Hoboken      |
| Croatie      | RK Zagreb                |
| Danemark     | GOG Svendborg TGI        |
| Espagne      | BM Ciudad Real           |
| France       | US Ivry                  |
| Grèce        | Panellínios Athènes      |
| Hongrie      | SC Pick Szeged           |
| Islande      | Valur Reykjavík          |
| Italie       | Handball Casarano        |
| Monténégro   | RK Lovćen Cetinje        |
| Norvège      | Drammen HK               |
| Pologne      | MKS Zagłębie Lubin       |
| Portugal     | ABC Braga                |
| Rép. tchèque | HC Baník Karviná         |
| Roumanie     | HCM Constanța            |
| Russie       | Medvedi Tchekhov         |
| Serbie       | Étoile rouge de Belgrade |
| Slovénie     | RK Celje                 |
| Suède        | Hammarby IF              |
| Suisse       | Kadetten Schaffhausen    |
| Ukraine      | ZTR Zaporijjia           |

#### Saison 2006-2007 en France
| Compétition           | Vainqueur                | Second                 | Score   |
| --------------------- | ------------------------ | ---------------------- | ------- |
| Championnat de France | HB Metz Moselle Lorraine | Le Havre AC            | –       |
| Coupe de France       | Le Havre AC              | Cercle Dijon Bourgogne | 23 – 21 |
| Coupe de la Ligue     | HB Metz Moselle Lorraine | Cercle Dijon Bourgogne | 25 – 18 |

| Compétition           | Vainqueur            | Second               | Score   |
| --------------------- | -------------------- | -------------------- | ------- |
| Championnat de France | US Ivry              | Montpellier Handball | –       |
| Coupe de France       | Paris Handball       | Pays d'Aix UC (D2)   | 28 – 21 |
| Coupe de la Ligue     | Montpellier Handball | US Ivry              | 34 – 33 |